# Maleficarum (film)
Pour les articles homonymes, voir Maleficarum.
Pour plus de détails, voir Fiche technique et Distribution.
Maleficarum est un film bolivien écrit, réalisé, monté et produit par Jac Avila, sorti en 2011. 
Le film parle des horreurs perpétrées par l'Inquisition péruvienne.

## Synopsis
Au 18e siècle à Lima, Maria Francisca de la Cruz, une jeune riche héritière et son amie Mariana de Castro, une jeune veuve protestante, habitent ensemble. Elles sont accusées de pratiquer la sorcellerie et d'entretenir une relation homosexuelle et emmenées devant l'Inquisition.

## Fiche technique
- Titre : Maleficarum
- Réalisation : Jac Avila
- Scénario : Jac Avila
- Montage : Jac Avila
- Photographie : Miguel Inti Canedo
- Producteur : Jac Avila
- Coproducteur : Amy Hesketh
- Producteur associé : Roberto Lopez, Dave Parker
- Société de production : Pachamama Films
- Sociétés de distribution :
- Pays d'origine :  Bolivie
- Langue : Espagnol
- Lieux de tournage : La Paz, Bolivie
- Format : couleur
- Genre : Drame, horreur, historique
- Durée : 102 minutes (1 h 42)
- Dates de sortie :
  -  Bolivie : 31 octobre 2011

## Distribution
- Amy Hesketh : Mariana De Castro
- Mila Joya : Francisca de la Cruz
- Roberto Lopez : Fr. Francisco Verdugo
- Alejandro Loayza : Capellan Rodrigo de Palomares
- Eric Calancha : le bourreau
- Erix Antoine : Su Excelencia (crédité comme Erik Antoine)
- Maria Esther Arteaga : Josefa
- Omar Aldayuz : Fiscal
- Gina Alcon : Mayor de Luna
- Vanessa Calvimontes : Isabel Petrona
- Barbara Dorado : Maria de las Nieves
- Massiel Dorado : Luisa de Castellón
- Ariel Enriquez : Tomás de la Puente Bearne
- Sergio Fernandez : Tomás de Araujo
- Andrea Galvarro : l'amie